# Muirchertach mac Néill
Muirchertach mac Néill (... – 26 febbraio 943) è stato un re irlandese di Ailech dell'X secolo.